# Progress M-27 M
Progress M-27 M fue una nave de carga espacial no tripulada de Rusia, para el reabastecimiento de la Estación Espacial Internacional (ISS, International Space Station), proyecto en el que participan varios países.
Fue lanzada por el cohete Soyuz- 2-1A el 28 de abril de 2015 desde la base espacial de Baikonur en Kazajistán. La nave no se situó correctamente en su órbita, por lo que el Centro de Control de Vuelos Espaciales de Rusia perdió el control sobre ella.
Su entrada a la tierra fue el viernes 8 de mayo a las 02:04 horas GMT sobre el océano Pacífico, desintegrándose al penetrar la atmósfera.